# By the Way, I Forgive You
By the Way, I Forgive You é o sexto álbum de estúdio da cantora americana Brandi Carlile. Co-produzido por Shooter Jennings e Dave Cobb, seu lançamento ocorreu em 16 de fevereiro de 2018, por intermédio da Low Country Sound e Elektra Records. A canção "The Joke" foi lançada como single principal do álbum. Como reconhecimento, foi indicado ao Grammy Awards de 2019 na categoria de Álbum do Ano.

## Lista de faixas
| N.º            | Título                        | Compositor(es)                                | Produtor(es)                | Duração |  |
| 1.             | "Every Time I Hear That Song" | Brandi Carlile, Phil Hanseroth, Tim Hanseroth | Dave Cobb, Shooter Jennings | 4:01    |  |
| 2.             | "The Joke"                    | Carlile, Cobb, Phil Hanseroth, Tim Hanseroth  | Cobb, Jennings              | 4:39    |  |
| 3.             | "Hold Out Your Hand"          | Carlile, Phil Hanseroth, Tim Hanseroth        | Cobb, Jennings              | 4:22    |  |
| 4.             | "The Mother"                  | Carlile, Phil Hanseroth, Tim Hanseroth        | Cobb, Jennings              | 3:17    |  |
| 5.             | "Whatever You Do"             | Carlile, Phil Hanseroth, Tim Hanseroth        | Cobb, Jennings              | 4:07    |  |
| 6.             | "Fulton County Jane Doe"      | Carlile, Phil Hanseroth, Tim Hanseroth        | Cobb, Jennings              | 4:43    |  |
| 7.             | "Sugartooth"                  | Carlile, Phil Hanseroth, Tim Hanseroth        | Cobb, Jennings              | 4:28    |  |
| 8.             | "Most of All"                 | Carlile, Phil Hanseroth, Tim Hanseroth        | Cobb, Jennings              | 3:51    |  |
| 9.             | "Harder to Forgive"           | Carlile, Phil Hanseroth, Tim Hanseroth        | Cobb, Jennings              | 4:06    |  |
| 10.            | "Party of One"                | Carlile, Phil Hanseroth, Tim Hanseroth        | Cobb, Jennings              | 5:47    |  |
| Duração total: | Duração total:                | Duração total:                                | Duração total:              | 43:25   |  |

## Recepção crítica
By the Way, I Forgive recebeu, de modo geral, aclamação da crítica especializada. No Metacritic, conta com uma nota de 74 de 100 pontos, baseada em 10 críticas.
O portal The A.V. Club deu nota A- ao álbum, escrevendo: "Como é indicado pelo título, o sexto álbum de estúdio de Brandi Carlile é sobre obter a força do perdão e da gratidão. Além disso, as belas e lânguidas músicas do By the Way, I Forgive You também oferecem perspectivas diferenciadas das complicações diárias de sua vida." Chris Willman, da revista Variety, escreveu: "É raro ver um artista capaz de registrar, de forma inerente, coração e almas de forma interessante. Em muitas faixas, sua reserva lírica e vocal dão mais impacto e emoção a elas." Numa avaliação para a Pitchfork, Alfred Soto escreveu: "O álbum é um pouco estranho, porém mergulhado em sinceridade. By the Way, I Forgive You é o próximo passo necessário para uma carreira astutamente administrada. Brandi Carlile não exige perdão de nós."

## Desempenho nas tabelas musicais

### Posições
| Tabela musical (2018)            | Melhor posição |
| -------------------------------- | -------------- |
| Canadá (Billboard)               | 27             |
| Suíça (Schweizer Hitparade)      | 13             |
| Estados Unidos Billboard 200     | 5              |
| Estados Unidos (Top Folk Albums) | 1              |
| Estados Unidos (Top Rock Albums) | 1              |